# Клеоним (сын Клеомена II)
Клеоним (др.-греч. Κλεώνυμος; ок. 340 года до н. э. — после 272 года до н. э.) — спартанский военачальник, представитель царской династии Агиадов.
Клеоним был младшим сыном спартанского царя Клеомена II. После смерти отца он претендовал на царский престол, однако герусия предпочла выбрать его малолетнего племянника Арея. Впоследствии Клеоним командовал наёмниками в Италии, спартанским войском во время войн с мессенцами и македонянами. После 275 года до н. э. Клеоним поступил на службу к эпирскому царю Пирру. Согласно античной традиции, он в 272 году до н. э. убедил Пирра напасть на Спарту, так как предполагал благоприятный исход похода. Предположительно, Пирр стремился завоевать Пелопоннес, а Клеонима назначить марионеточным царём Спарты. Хотя на момент вторжения Пирра основное спартанское войско находилось на Крите, граждане Спарты смогли оказать должное сопротивление. Дальнейшая судьба Клеонима неизвестна.
Несмотря на то, что спартанцы считали Клеонима предателем, который хотел уничтожить Спарту, впоследствии его сын Леонид II стал царём.

## Биография

### Происхождение. Поход в Италию
Клеоним родился около 340 года до н. э. в семье спартанского царя из рода Агиадов Клеомена II. У Клеонима был старший брат Акротат, который умер при жизни отца. Когда в 309 году до н. э. скончался Клеомен II, сын Акротата Арей был ещё несовершеннолетним. Клеоним был одним из претендентов на царский престол, однако, герусия постановила, что согласно правам престолонаследия следующим царём должен стать Арей.
В 303 году до н. э. Клеоним возглавил войско в 30 тысяч воинов (20 тысяч из них были спартанцами, 5 тысяч наёмников Клеоним собрал на мысе Тенар, а ещё 5 тысяч из других мест) и 2 тысяч всадников, которое спартанцы отправили в Италию для защиты Тарента от луканов и римлян. Диодор Сицилийский писал, что послы Тарента просили, чтобы именно Клеоним возглавил войско, что предполагает определённый военный опыт. Античные источники ничего не сообщают о походах Клеонима до отъезда в Италию. Павсаний отметил, что после выбора Арея царём Клеоним «преисполнился великим гневом, и эфоры не могли смягчить его души и примирить со Спартой ни дарами, ни тем, что они поставили его во главе войска». Удаление обиженного претендента на царский престол могло быть частью внутренней политики Спарты. Возможно, Клеоним, хоть и не стал царём, был назначен регентом при малолетнем племяннике и получил право руководить спартанским войском.
Луканы испугались большого войска Клеонима и предпочли заключить союз с Тарентом. Из всех луканских городов к Клеониму не явились лишь послы из Метапонта. Тогда военачальник заставил луканов вторгнуться в земли Метапонта, после чего подошёл к городу. Заняв Метапонт, он не только взял в качестве контрибуции 600 талантов, но и двести девушек из наиболее влиятельных семей города. Согласно античным авторам, они хоть и были официально заложницами для обеспечения верности города, но реально служили Клеониму «для удовлетворения похоти». Некоторое время после победы над луканами Клеоним, согласно Диодору Сицилийскому, «жил в роскоши и сделал рабами тех, кто доверился ему, … он не делал ничего достойного Спарты».
Затем Клеоним начал готовиться к вторжению в Сицилию, официально для свержения тирании Агафокла и восстановления независимости сицилийцев. Однако вместо Сицилии он захватил Керкиру. К этому времени Клеоним со своим войском представлял реальную силу, и союза с ним искали диадохи Кассандр и Деметрий Полиоркет. Клеоним, хоть и выслушал послов от обоих враждующих сторон, предпочёл сохранить нейтралитет.
Пока Клеоним находился вне Италии, восстали тарентийцы. По образному выражению Страбона, жители этого города не умели должным образом повиноваться и проникались враждой ко всем приглашённым военачальникам, среди которых историк упоминал Клеонима. В ходе последующего карательного похода, согласно Диодору Сицилийскому, после первоначальных успехов, Клеоним потерпел поражение. Луканы и тарентийцы объединились и напали на его лагерь ночью. Двести человек погибли, тысяча попала в плен, а сам Клеоним был вынужден отплыть на Керкиру. Тит Ливий приводит несколько другую последовательность событий. При описании событий 302 года до н. э. историк утверждал, что Клеоним высадился в Италии и захватил Фурии. Римляне, по одной версии, отправили против него консула Марка Эмилия; по другой — диктатора Юния Бубулька. Клеоним был вынужден покинуть Италию и поплыл на север. Достигнув Венетии, Клеоним разграбил несколько рыбацких деревень патавийцев. Греки увлеклись грабежом, а в это время из Патавия прибыло войско, которое напало на разрозненные силы Клеонима. Клеоним, «у которого осталась едва пятая часть кораблей», с остатками войска бежал. В 299 году до н. э. Клеоним был вынужден под давлением сицилийского царя Агафокла покинуть Керкиру.

### После возвращения в Спарту
Предположительно, Клеоним после экспедиции в Италию вернулся домой. В 295 или в 294 году до н. э. в Спарту вторглось войско Деметрия Полиоркета. На тот момент Арей ещё не достиг совершеннолетия. Хотя Клеоним имел военный опыт, военачальником был назначен царь из династии Эврипонтидов Архидам IV. Предположительно, такой выбор был связан с личностными качествами Клеонима, его жестокостью и амбициозностью. Спартанские власти опасались, что Клеоним, как некогда его предок Павсаний, стремится захватить власть.
В промежутке между 294 и 292 годами до н. э. Клеоним возглавил войско, с которым прибыл в Беотию на помощь Писиду, чем воодушевил беотийцев продолжить восстание против Деметрия Полиоркета, несмотря на заключённый перед этим мирный договор. Когда Деметрий Полиоркет прибыл в Беотию и начал осаду Фив, Клеоним бежал, а беотийцы были вынуждены сдаться на милость победителя.
Историк Павсаний упомянул Клеонима в контексте событий 279 года до н. э. Согласно этому автору, «Клеоним и лакедемоняне» отказались заключить перемирие с мессенцами, чтобы те могли принять участие в отражении вторжения в Грецию галатов. Также Павсаний писал, что Клеоним разрушил город Заракс в Лаконии, однако не приводит каких-либо деталей, на основании которых можно сделать вывод о времени и контексте события. В 277/276 году до н. э. Клеоним хитростью захватил Трезен, в котором находился македонский гарнизон. Сначала он с помощью метательных машин начал забросать город снарядами с надписью: «Я пришёл осовободить ваш город». Затем он освободил трезенских пленников без выкупа. В городе начались беспорядки, во время которых Клеоним атаковал город. Защитники Трезена не могли одновременно сражаться с повстанцами и защищать стены, из-за чего город пал. Также, Клеоним выступал посредником между враждующими критскими племенами полирениев и фалосарниев.
В пожилом возрасте, около 275 года до н. э., Клеоним женился на представительнице царского рода Еврипонтидов Хилониде. Однако его молодая супруга влюбилась в сына Арея Акротата, «так что любившему её Клеониму этот брак принёс только горе и позор, ибо ни для кого из спартанцев не осталось тайной, как презирает его жена». Возможно, это свидетельство Плутарха имеет более глубокую основу. В спартанском обществе женщины могли наследовать имущество родителей. Попытка Клеонима породниться с царским родом Еврипонтидов шла вразрез с интересами царя Арея I. Повторная женитьба Хилониды на его сыне и наследнике Акротате могла произойти лишь при согласии царя и родственников Хилониды, свидетельствовала о наличии интриги, жертвой которой стал Клеоним.

### На службе у Пирра. Последние годы
Клеоним, после того как к его прежним обидам добавились семейные проблемы, уехал из Спарты и поступил на службу к эпирскому царю Пирру. На службе у Пирра Клеоним, возможно, участвовал в войне с македонянами. Полиэн описывает тактический приём, который использовал Клеоним при осаде македонской Эдесы против вооружённых длинными копьями сарисами сариссофоров. Он приказал первым в строю воинам во время боя хватать сариссы, в то время как воины следующих рядов должны были обходить сариссофоров и рубить их мечами. Таким образом, согласно Полиэну, Клеоним предложил эффективное противодействие основе македонской фаланги сариссофорам.
При обсуждении дальнейших планов военных кампаний Пирра Клеоним убедил эпирского царя напасть на Спарту. В 272 году до н. э. войско Пирра, в котором, согласно Плутарху, было 25 тысяч воинов и 24 боевых слона, вторглось в Пелопоннес. Эпирский царь предполагал завоевать весь полуостров, поставив Клеонима марионеточным правителем Спарты. По мнению Клеонима, при приближении Пирра в периферийных городах Лаконии началось бы восстание, а власть в самой Спарте падёт. Первоначальные события складывались для Пирра благоприятно. Основное войско спартанцев вместе с царём Ареем I на тот момент находилось на Крите. В связи с этим Пирр, не встречая сопротивления, беспрепятственно достиг столицы. О настроениях в Спарте говорит Плутарх: «Илоты и приближённые Клеонима начали убирать и украшать его дом так, словно на следующий день Пирру предстояло там пировать». Пирр решил отложить штурм до следующего утра. За это время на народной сходке спартанцы приняли решение сражаться. Хилонида, чтобы не попасть в руки к Клеониму, согласно Плутарху, приготовила петлю. В ходе последовавшего штурма спартанцы смогли выдержать первый натиск и отбросить атакующих. Осада затянулась. За это время к спартанцам стали подходить подкрепления, после чего Пирр решил уйти из-под Спарты и вскоре погиб. Дальнейшая судьба Клеонима неизвестна.
Впоследствии, в середине III века до н. э., сын Клеонима Леонид стал царём Спарты. Согласно Павсанию, на момент воцарения он уже был «глубоким стариком». По мнению Т. Леншау, Леонид, родившийся около 316 года до н. э., не мог быть сыном Хилониды, которую Клеомен взял в жёны около 275 года до н. э., а являлся ребёнком Клеомена от первой супруги. Об отношении спартанцев к Клеониму свидетельствует обвинение Леонида в том, что «он, будучи ещё ребёнком, дал клятву своему отцу Клеониму способствовать гибели Спарты».

## Оценки
Плутарх охарактеризовал Клеонима как человека, который «на вид казался сильным и властным, а потому не пользовался в Спарте ни расположением, ни доверием, и правил вместо него Арей. Это и было причиной его давней обиды на всех сограждан». А. К. Нефёдкин назвал Клеонима одним из наиболее влиятельных политиков Спарты, Р. В. Светлов — авантюристом. П. Уитли и Ш. Дюнн считали Клеонима одновременно талантливым и агрессивным политиком и военачальником.

### Исследования
- Светлов Р. В. Пирр и военная история его времени. — СПб.: Изд-во С.-Петерб. ун-та, 2006. — 355 с. — ISBN 5-288-03892-9.
- Шофман А. С. Распад империи Александра Македонского / Печатается по постановлению редакционно-издательского совета Казанского университета. Отв. редактор В. Д. Жигунин. — Казань: Издательство Казанского университета, 1984.
- Heckel W. Who's Who in the Age of Alexander and his Successors. From Chaironea to Ipsos (338—301 BC) (англ.). — Barnsley: Greenhill Books, 2021. — 554 p. — ISBN 978-1-78438-648-1.
- Lenschau T[нем.]. Kleonymos 3 // Paulys Realencyclopädie der classischen Altertumswissenschaft :  [нем.] / Georg Wissowa. — Stuttgart : J. B. Metzler’sche Verlagsbuchhandlung, 1921. — Bd. XI,1. — Kol. 730—732.
- McQueen E. I. The Eurypontid House in Hellenistic Sparta :  [англ.] // Historia: Zeitschrift für Alte Geschichte. — Stuttgart : Franz Steiner Verlag, 1990. — Bd. 39, № 2. — С. 163—181. — ISSN 00182311. — JSTOR 4436145.
- Stewart D. Chapter 14. From Leuktra to Nabis // A Companion to Sparta (англ.) / edited by Anton Powell. — Wiley Blackwell, 2018. — Vol. I. — ISBN 9781119072392.
- Wheatley P., Dunn C. Demetrius the Besieger (англ.). — Oxford: Oxford University Press, 2020. — ISBN 978-0-19-883604-9.